# Акція «Буря»
Акція «Буря» (пол. akcja „Burza”) — спланована в 1943 році командуванням Армії Крайової та польським еміграційним урядом військова акція (операція) проти нацистських військ на території Західної України безпосередньо перед наближенням Червоної Армії. Почалась 4 січня 1944 року, коли радянські війська перейшли межу Західної Волині (радянсько-польський кордон до 1939 року), і тривала до січня 1945 року.

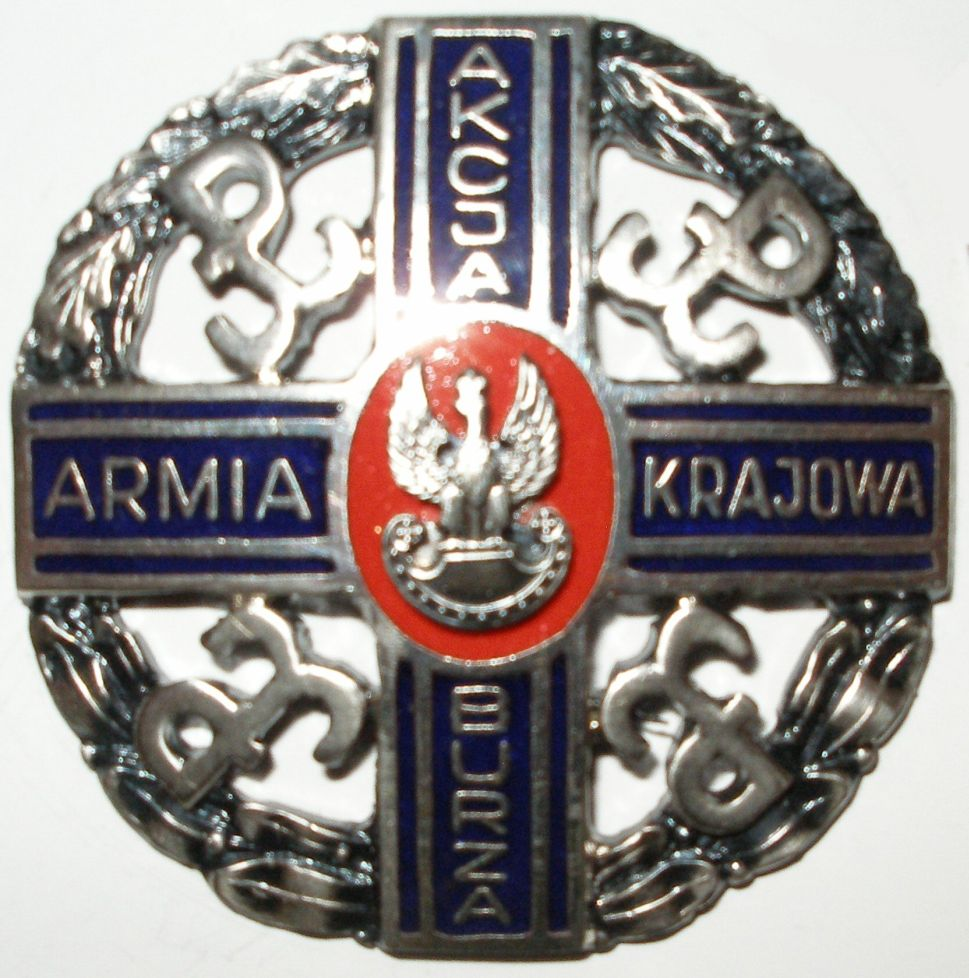
Нагорода Армії Крайової за участь в акції «Буря»

Першочерговим завданням операції було зайняти великі міста Західної України, щоб таким чином продемонструвати активну участь АК в боротьбі проти нацистських окупантів. Це був також план воєнної і політичної демонстрації щодо належності західноукраїнських земель до Польщі. Наказ про її початок віддав у листопаді 1943 року головний комендант Армії Крайової генерал Тадеуш Бур-Коморовський.
До акції «Буря» було мобілізовано приблизно 100 тисяч вояків

## Передісторія
Після того, як у квітні 1943 року світ дізнався про розстріл польських офіцерів у Катині, дипломатичні стосунки між Польщею та СРСР були розірвані (вже вдруге, адже 1939 року були розірвані, а в липні 1941 року поновлені). 27 жовтня 1943 року польський уряд у Лондоні заборонив співпрацю з радянською владою, якщо не будуть поновлені дипломатичні стосунки. Також у цьому випадку повинні були продовжувати свою конспіративну діяльність підпільна польська адміністрація та Армія Крайова.
Головний комендант АК Тадеуш Бур-Коморовський мав протилежний погляд на конспірацію. Він вважав, що радянська влада поставить свою адміністрацію, якщо не буде явною діяльність польської. А діяльність Армії Крайової повинна бути активною, бо інакше «не було б перешкоди аби створити видимість того, що польський народ бажає створення 17-ї радянської республіки». 30 листопада 1943 року був затверджений остаточний план дій. Цей план затвердили польський уряд в екзилі та підпільний парламент.
У ніч із 3 на 4 січня 1944 року Червона Армія перейшла довоєнний кордон біля міста Сарни.

## Цілі
Армія Крайова повинна була проводити акцію «Буря» незалежно від Червоної Армії. Наказ Коморовського передбачав співпрацю з Червоною Армією на тактичному рівні. Оскільки уряд Польської Республіки на підставі міжнародного права не визнавав радянську окупацію своїх східних територій у 1939 році, то підпільна адміністрація повинна була діяти паралельно з радянською владою.
Залежно від стану справ у німецької армії було два варіанти діяльності АК:
- Збройне повстання
- Диверсійні акції в тилу Вермахту

## Перебіг акції
1. Акція «Буря» на Волині — 15 січня — 18 березня — 21 квітня — 21 травня
2. Акція «Буря» на Поділлі — 7 березня — квітня
3. Акція «Буря» в округах Армії Крайової Вільно і Новогрудок — 1 липня — 13 липня
4. Акція «Буря» у Вільно (Операція «Гостра Брама») — 7 липня — 13 липня
5. Акція «Буря» в окрузі АК Бялисток — 14 липня — 20 серпня
6. Акція «Буря» в окрузі АК Полісся — 15 липня — 30 липень
7. Акція «Буря» в підокругах АК Тернопіль, Станіславів та Львів — 16 липня — 26 липня
8. Акція «Буря» у Львові — 22 липня — 27 липня
9. Акція «Буря» в окрузі АК Люблін — 20 липня — 29 липня
10. Акція «Буря» в окрузі АК Краків — 23 липня — 30 серпня
11. Акція «Буря» у варшавському районі АК — 26 липня — 2 жовтня
12. Варшавське повстання — 1 серпня — 2 жовтня
13. Акція «Буря» в окрузі АК Радом-Кєльце — 1 серпня — 6 жовтня
14. Акція «Буря» в окрузі АК Лодзь — 14 серпня — 26 листопада
15. Акція «Буря» в окрузі АК Краків — 21 вересня — 21 листопада

В Галичині приготування АК мали наслідком зіткнення з УПА і виселення поляків навесні 1944 року.

## Завершення акції
Червона Армія зайняла Львів 27 липня і одразу ж наказала АК скласти зброю і приєднатися або до Червоної Армії, або до радянсько-польської армії Берлінга. 31 липня ввечері всіх командирів АК у Львові було запрошено до радянського штабу, де їх одразу заарештували і відправили в тюрму на Лонцького. Після процесу усіх засуджено на 10-20 років і вивезено в Сибір.
5 січня 1945 року польський еміграційний уряд виступив із заявою про встановлення польської адміністрації в західних областях України і Білорусі. СРСР категорично відкинув це звернення і 12 лютого було оголошено, що Західна Україна належатиме радянській Україні.